# El escándalo (novela)
El escándalo (1875) es una novela del escritor realista español Pedro Antonio de Alarcón (1833-1891).
Ambientada en Madrid, en 1861, une el tema religioso ("novela confesional", la han llamado) a la crítica social, desde una perspectiva moralista. Es una novela sobre el pecado y la redención, la caída y la expiación. Al respecto, posee bastantes tintes autobiográficos y refleja la propia evolución del escritor, quien la escribió en solo un mes. Se divide en ocho partes.
El protagonista es el adinerado, alocado y simpático libertino Fabián Conde. Junto a él se ofrece una galería romántica de personajes: el soñador y enigmático Lázaro, "amigo bueno" de Fabián; el voluble Diego, su "amigo malo"; un amor púdico y discreto como el de Gabriela frente al de Gregoria, embustera, manipuladora y materialista; el jesuita padre Manrique, consejero de la aristocracia, con el cual se confiesa... El protagonista aprende a asumir con resignación su bochornoso pasado (es hijo ilegítimo de un conde, lo cual se le ha ocultado) y sus calaveradas amorosas en vez de cubrirse de mentiras burguesas contra el verdadero espíritu cristiano en un mundo sin Dios en el que se ha erosionado la fe antigua y en el que dominan la crítica y la razón. El protagonista sostiene un diálogo confesional, casi un soliloquio retrospectivo, con el padre Manrique, dando cuenta de todos los hechos y situaciones que lo han llevado al estado en que se encuentra ese 27 de febrero de 1861, lunes de Carnestolendas, en los Paúles, poco antes de ir a un duelo ocasionado por sus desmanes. Al final asume los defectos de su pasado, bien orientado por el jesuita, y se casa con Gabriela. 
Novela de tesis, el tema de la obra es la pérdida de la gracia y la redención tras aceptar los presupuestos doctrinales de la religión católica. Novela en que se trata la religión de forma apologética; existe un gran maniqueísmo en los personajes, y cierto melodramatismo en las situaciones. Fabián reconoce que la misantropía, "la enfermedad de su siglo", no conduce a ninguna parte, y se reforma: un hombre no es lo que dice, sino lo que hace. "Hay otra vida más alta, digna y más feliz, que consiste precisamente en renunciar a todo lo que aquí abajo se llama felicidad". Hay edición moderna de Ignacio Javier López (2013) y una adaptación cinematográfica de 1943, por el director José Luis Sáenz de Heredia.